# Tolpis crassiuscula
Tolpis crassiuscula là một loài thực vật có hoa trong họ Cúc. Loài này được Svent. miêu tả khoa học đầu tiên năm 1949.